# Văn Miếu

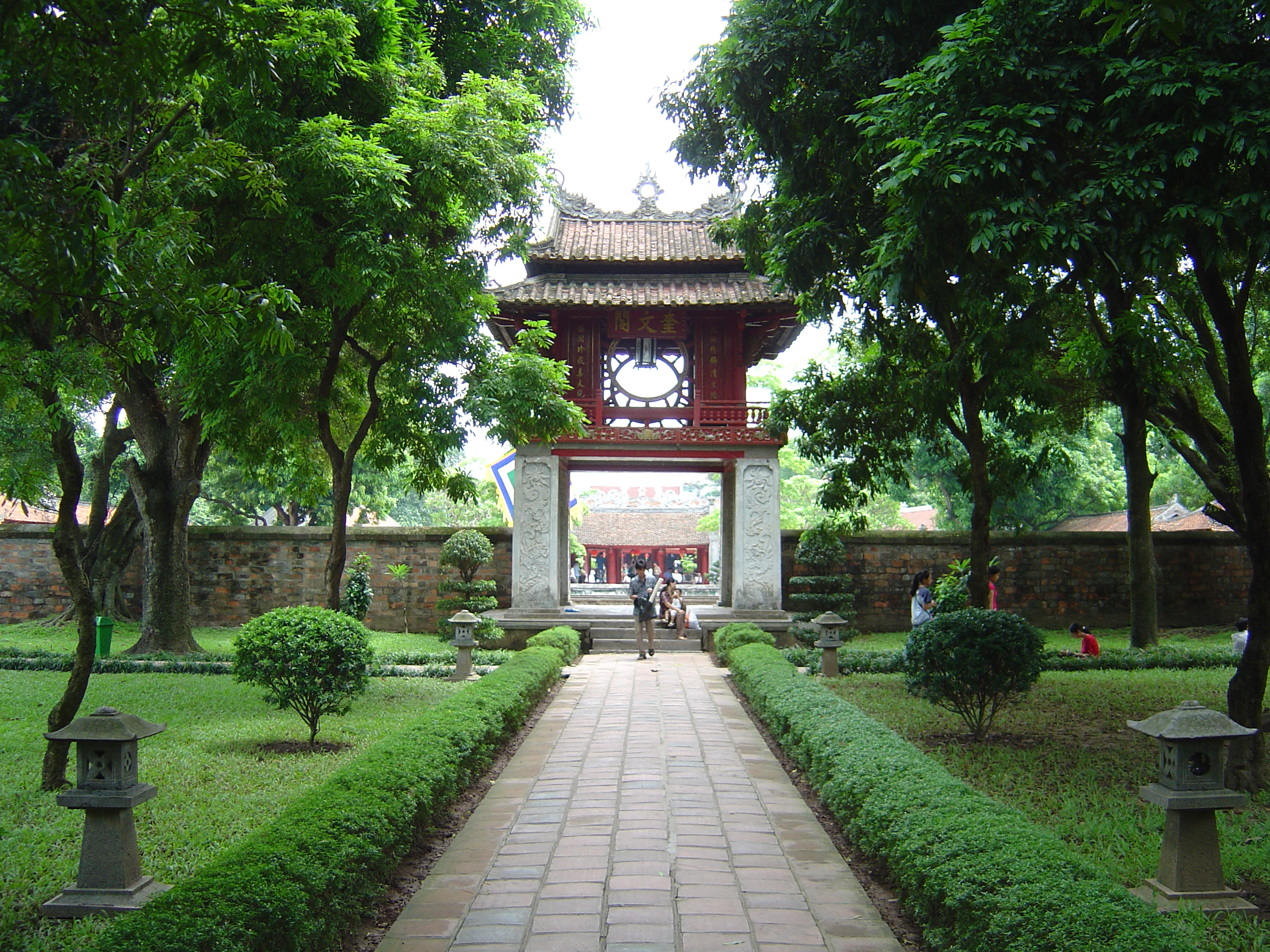
Tweede binnenplaats

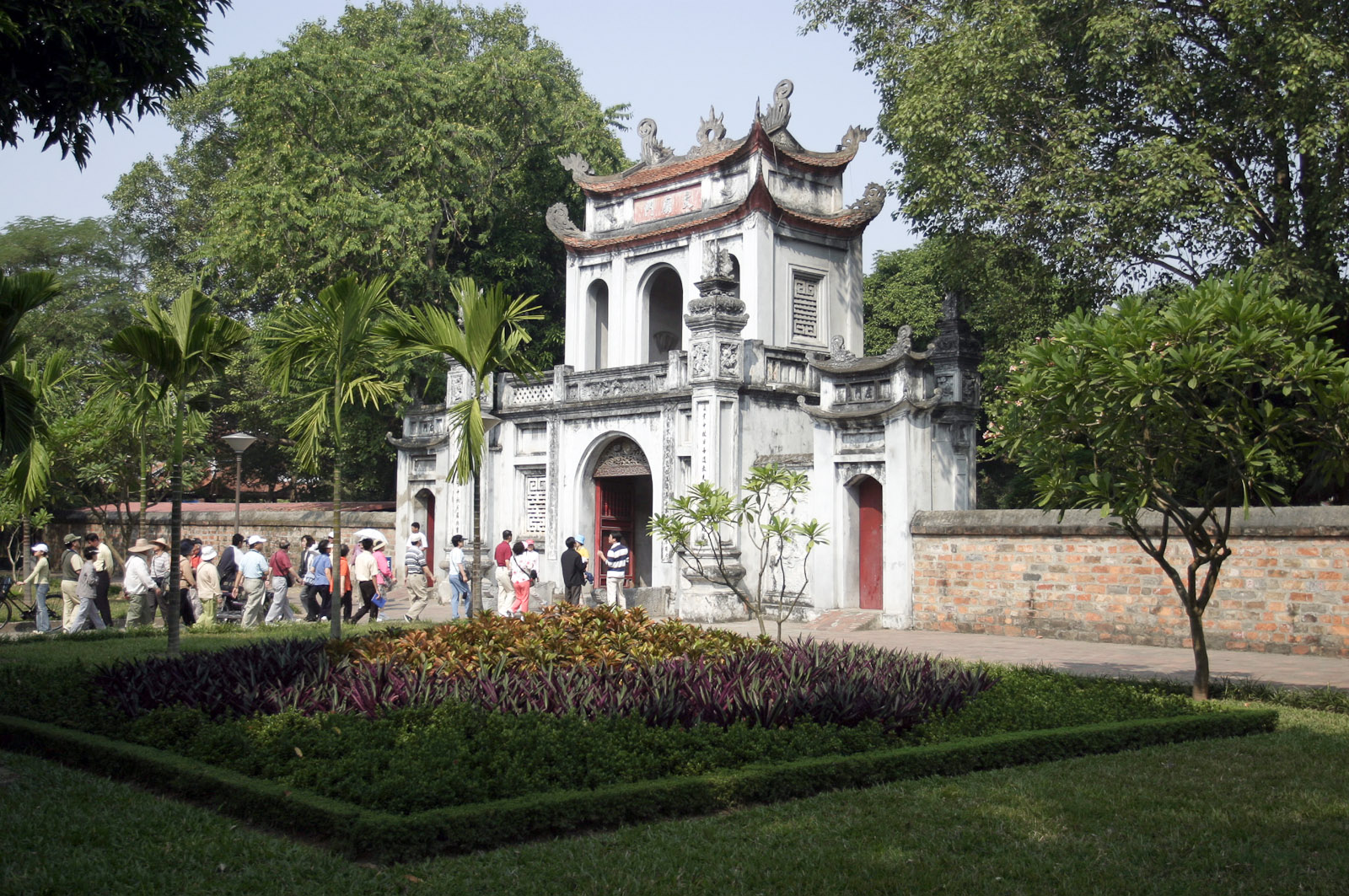
De hoofdingang van de literatuurtempel

Văn Miếu ook wel Literatuurtempel genaamd is een Confuciustempel in de Vietnamese hoofdstad Hanoi. Hoewel er diverse Văn Miếu in Vietnam zijn, is de meest bekende en beroemde tempel te vinden in Hanoi en fungeerde als de eerste universiteit van Vietnam. De afbeelding van deze tempel staat op de achterkant van het honderdduizend Vietnamese đồng bankbiljet.
De Literatuurtempel dateert uit 1070 en werd door koning Ly Thanh Tong opgericht ten gunste van het onderwijs en de topacademici van de stad. Enkele jaren later werd de tempel omgedoopt tot de eerste universiteit van Hanoi. Ruim twee eeuwen terug werd de universiteit gesloten en sindsdien is de tempel een plaats waar studenten nog steeds komen om er in alle rust te studeren en een van de vele musea in Hanoi. Studenten architectuur komen er schetsen of inspiratie opdoen aan de traditionele Vietnamese bouwkunst die zich in de tempel weerspiegelt.
De tempel bestaat uit vijf binnenplaatsen, waarvan de eerste via de grote poort kan worden binnengegaan.
De eerste twee binnenplaatsen zijn tuinen met zeer oude bomen en strak gemaaide grasvelden waar het lawaai van de stad door de dikke stenen muren nauwelijks nog hoorbaar is.
De derde binnenplaats kan worden binnengegaan via een groot paviljoen, Khuê Văn Các ("De stand van zaken betreffende de literatuur") en is gebouwd in 1802 Centraal op deze binnenplaats is de bron Thien Quang Tinh ("Bron van Hemelse Helderheid") en weerszijden van de binnenplaats staan twee grote hallen die de echte schatten van de tempel bevatten. Er zijn 82 stenen  Steles. Er wordt aangenomen dat 34 andere steles in de loop der jaren verloren zijn gegaan. Zij staan boven op stenen schildpadden en zijn gegraveerd met de namen en geboorteplaatsen van 1306 gepromoveerde personen. De koppen van de schildpadden zijn in de loop der eeuwen glad geworden door het oude gebruik dat een deel van de, gesymboliseerde, wijsheid door het aanraken met de hand in de eigenaar overgaat.
De vierde binnenplaats wordt aan weerszijden begrensd door paviljoens waar in de altaren van 72 van de belangrijkste studenten van Confucius zijn opgenomen. Nu bevatten zij kantoren, een cadeauwinkel en klein museum waar inktpotten, pennen, boeken en persoonlijke bezittingen van studenten die hier door de eeuwen heen hebben gestudeerd. Aan het eind staat het altaar van Confucius en zijn 4 discipelen.
De vijfde binnenplaats bevatte de Quốc TU Giám, de eerste universiteit van Vietnam, opgericht in 1076 door koning Ly Kan Duc, maar werd verwoest door de Franse bombardementen in 1947.
Het complex heeft veel restauratie werkzaamheden ondergaan, het meest recent in 1920 en opnieuw in 1954, maar blijft een van de weinige voor beelden van de latere architectuur van de Ly-dynastie (1009-1225).